# فيلق كندور
فيلق كندور (بالألمانية: Legion Condor) هي وحدة عسكرية من متطوعي «سلاح الجو الألماني» (اللوفتفاف) و«القوات البرية الألمانية» (الفيرماخت هيير) التابع لألمانيا النازية بقيادة المقدم فيلهلم ريتر فون توما، حيث شارك الفيلق بجانب القوميين الذين تزعمهم الجنرال فرانسيسكو فرانكو خلال الحرب الأهلية الإسبانية (يوليو 1936 - مارس 1939). ودعم المستشار الألماني أدولف هتلر قوات فرانكو بناءً على اقتراح رئيس اللوفتفاف هيرمان جورينج بهدف اختبار سلاح الجو الألماني في حرب تقليدية. تألفت تلك المساعدة من الدعم اللوجستي في نقل القوات والإمدادات والدبابات (خاصة بانزر-1) والمدفعية وإنشاء أول مدرسة لدبابات القتال بقيادة الكولونيل بالجيش الألماني فيلهلم ريتر فون توما في قلعة بالقرب من مدينة قصرش.
طور فيلق كندور أساليب القصف الاستراتيجي التي استخدمها على نطاق واسع في الحرب العالمية الثانية. فقد سمح التدخل الألماني في الحرب الأهلية لهتلر أن يحسن من جودة طائراته وإصلاح عيوب سلاحه الجوي، وإعداده اعدادا جيدا في الحرب القادمة. وكان الهجوم العادي يحتوي على رحلة فوتوغرافية سابقة. ثم تقوم القاذفات بهجومها (حوالي 80 طائرة يونكرز وهينكل ألمانية سنة 1936) تحت حراسة المقاتلات الإيطالية، بالإضافة إلى طائرات لالتقاط الصور. كانت دقة قنابلهم مذهلة وتكشف عن دراسة تفصيلية للأهداف. بمرور الوقت، ثبت أنه كان أحد العناصر الأساسية في انتصار فرانكو. كان قصف غرنيكا هي العملية الأكثر شهرة التي نفذها فيلق الكندور. قاد هوغو شبيرل تشكيلات طائرات الوحدة وقاد فيلهلم ريتر فون توما القوات البرية.

## البداية: انقلاب 18 يوليو

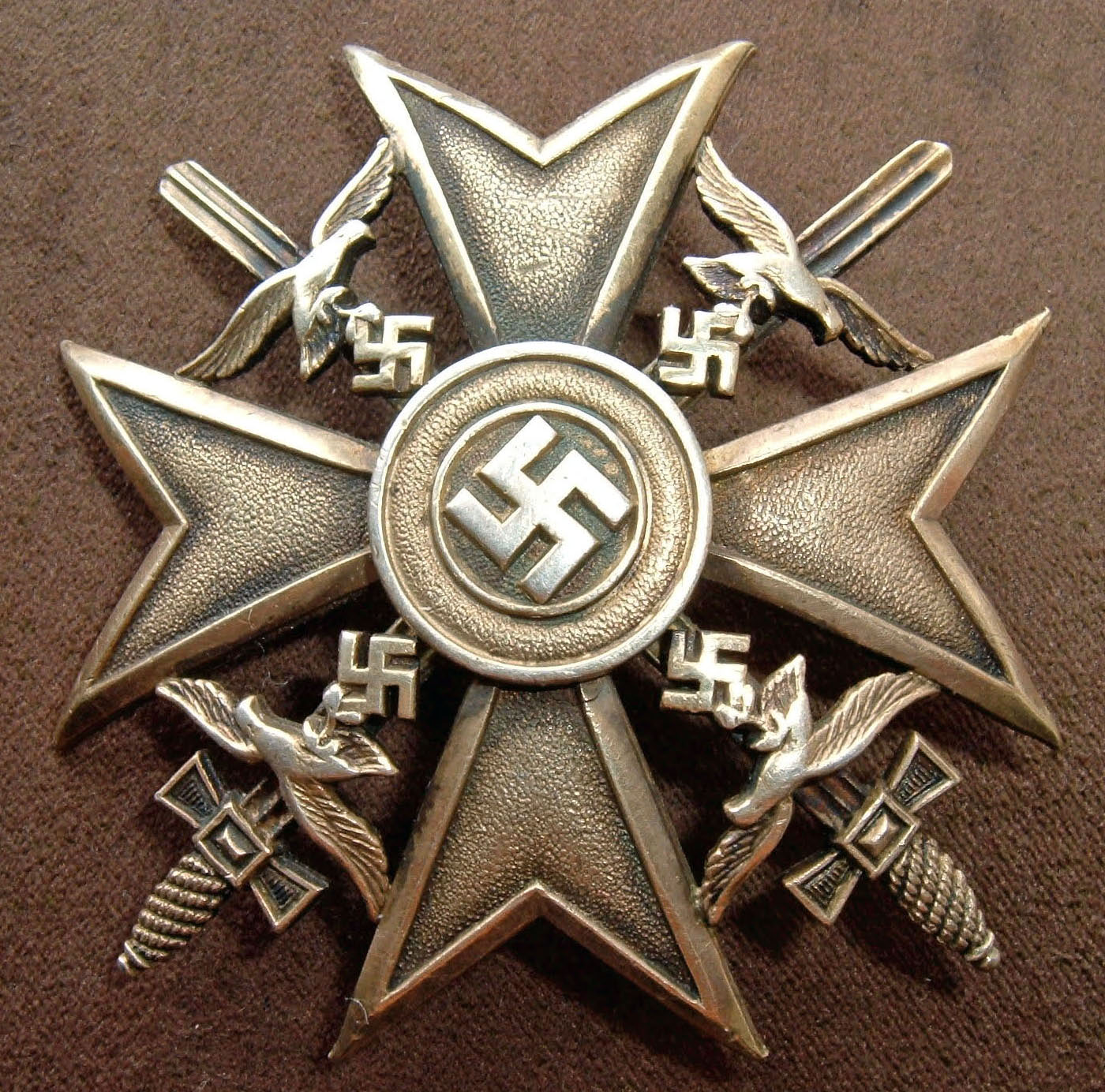
صليب اسبانيا من الفئة الذهبية لفيلق الكندور.

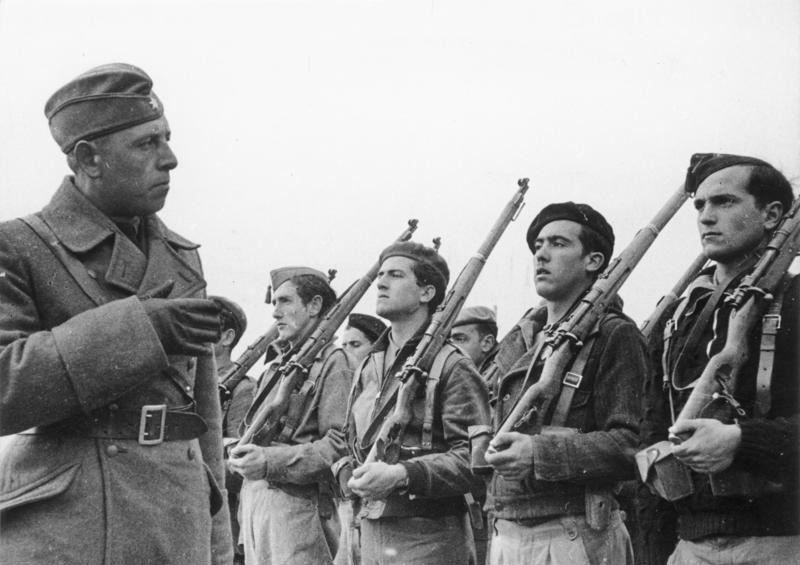
طلبة إسبان من المتمردين يتلقون تعليمات ضابط ألماني من فيلق كوندور.

في 18 يوليو 1936 اندلع تمرد عسكري في محمية المغرب الإسبانية، فانتهى الأمر بالوقوع في حرب أهلية حقيقية. فلم يكن لدى الثوار ولا القوات الحكومية القوة الكافية لهزيمة الآخر، إلا أن مشكلة المتمردين فكانت أكثر تعقيدا في المغرب: حيث بقي الأسطول البحري مواليًا للحكومة فسيطر على مياه مضيق جبل طارق وقطع الطريق البحري إلى شبه الجزيرة. هنا كان استخدام الطائرات ضروريًا، فأرسل قائد الجيش الأفريقي برقيات طالبا المساعدة من القادة الدوليين الوحيدين الذين لديهم إمكانية الرد: أدولف هتلر وبينيتو موسوليني. وافق الديكتاتور الإيطالي على إرسال عشرات من أجهزة النقل والإمدادات العسكرية، بينما تردد هتلر في قراره حتى تدخل وزير الاقتصاد في الرايخ آنذاك هيرمان جورينج. فقد كان هناك في المغرب رجل أعمال ألماني مهم يوهانس برنهارد، وهو الذي شكل تحت تأثيره شخصية الظل التي حاكت المساعدات الألمانية لفرانكو. وهكذا بدأت الاستعدادات للمغامرة الإسبانية، حيث استخدم الرايخ الثالث إسبانيا ميدان رماية خاص. ففي 24 يوليو هبط برنهاردت وأدولف لانغنهايم الزعيم المحلي لـ الحزب النازي في المغرب الإسباني في مطار برلين تمبلهوف. حيث رتب رودولف هيس سكرتير هتلر الخاص لقاء مع الفوهرر في اليوم التالي في مهرجان بايرويت بعد أداء سيفونية سيجفريد لريتشارد فاغنر.
فجرت في بايرويت في ليلة 25-26 يوليو لقاء هتلر مع لانغنهايم وبرنهارد، الذين نقلوا إليه طلب فرانكو بإرسال 10 طائرات النقل، وفي النهاية تم اتخاذ القرار بدعم الجنرال الإسباني. وقد شاركه في القرار وزير الجو غورينغ ووزير الحرب فون بلومبرغ اللذان كانوا حاضرين في بايرويت. إلا أن هتلر كان حذرًا من إثارة حرب على مستوى أوروبا. وخلصت وزارة طيران الرايخ إلى أن القوات القومية ستحتاج على الأقل 20 طائرة يونكرز يو 52، يقودها طيارو لوفت هانزا لنقل جيش إفريقيا من المغرب الإسباني إلى إسبانيا. عُرفت هذه المهمة باسم عملية النار السحرية (بالألمانية: Feuerzauber). وتأسست شركة نقل إسبانية ألمانية إسمها «شركة النقل الإسبانية المغربية» (HISMA)، و«شركة شراء مواد الخام والبضائع» (ROWAK) وهي شركة ألمانية بالكامل. ظلت تلك المساهمة سرا مخفيًا عن وزارتي الخارجية والاقتصاد، ومُول بثلاثة ملايين مارك ألماني.
كما تم الحفاظ على سرية تنظيم وتجنيد المتطوعين الألمان. غادرت المجموعة الأولى المكونة من 86 رجلاً في 1 أغسطس غير مدركين لوجهتهم. وكانوا بصحبة ستة مقاتلات ذات سطحين ومدافع مضادة للطائرات ونحو 100 طن من الإمدادات الأخرى تمركزوا في مطار طبلدة بالقرب من إشبيلية، ورافقهم النقل الجوي الألماني الذي بدأ بنقل قوات فرانكو جوا إلى إسبانيا. ازدادت مشاركة ألمانيا لتشمل في سبتمبر فروع الفيرماخت الأخرى. تم تغيير اسم عملية Magic Fire إلى عملية Guido في نوفمبر. كان الاعتقاد السائد هو أن الجنود الألمان سيدربون المتمردين وليس الاشتباك. وبدءا من 24 أكتوبر قدمت كريغسمارينه الغواصات والعديد من السفن ونسقت حركة الإمداد الألماني إلى إسبانيا. وكذلك أرسلت غواصات يو بوت إلى المياه الإسبانية تحت الاسم الرمزي عملية أرسولا.
في الأسبوعين التاليين من يوم 27 يوليو نقل الشحن الألماني مايقرب من 2500 جندي من جيش إفريقيا إلى إسبانيا. وبحلول 11 أكتوبر نقلت ألمانيا 13500 جندي و127 رشاشًا و36 مدفعًا ميدانيًا من المغرب إلى إسبانيا. خلال تلك الفترة كان هناك تحرك من مهام التدريب والإمداد إلى القتال العلني. فحل والتر وارليمونت قائدا للعملية محل ألكسندر فون شيل. وفي سبتمبر أنزلت ألمانيا 86 طنًا من القنابل و 40 دبابة بانزر-1 و 122 فردًا إلى إسبانيا. ورافقتهم 108 طائرات في الفترة من يوليو إلى أكتوبر، وقسمت الطائرات بين للفصيل القومي والمتطوعين الألمان في إسبانيا.
دعم أطقم الطيارين الألمان تقدم القوميين في مدريد. ولكن فشلت تلك المرحلة. كان الدعم الجوي السوفيتي للجمهوريين بازدياد، لا سيما من خلال توريد طائرات بوليكاربوف. ناشد وارليمونت ألمانيا النازية بزيادة دعمها. وبعد الاعتراف الألماني بحكومة فرانكو في 30 سبتمبر، أعيد تنظيم وتوسيع المجهود الألماني في إسبانيا. فاستبدل هيكل القيادة الحالي بهيكل جديد، وجمعت الوحدات العسكرية الموجودة في إسبانيا بفيلق واحد، سمي لفترة وجيزة بالدعم الحديدي (بالألمانية: Eiserne Rationen) ثم الفيلق الحديدي (بالألمانية: Eiserne Legion) قبل أن يعيد هيرمان غورينغ تسميتها باسم فيلق الكندور (بالألمانية: Legion Condor). وصل أول قائم بالأعمال الألماني لحكومة فرانكو وهو الجنرال فيلهلم فون فوبل في نوفمبر، ولكن طُلب منه عدم التدخل في الأمور العسكرية.

### الدوافع السياسية للتدخل الألماني
هناك سلسلة من الحقائق خدمت هتلر كثيرا في المستقبل المنظور لسياسته التوسعية والعسكرية:
- مثل انتصار فرانكو عدوًا غير ودي آخر (بعد ألمانيا وإيطاليا) على الحدود مع فرنسا.
- سيتفاقم التوتر الداخلي بين اليسار واليمين الفرنسي بسبب الحرب الأهلية الإسبانية، مما قد يؤدي إلى إضعاف الموقف المشترك ضد ألمانيا.
- كانت المساعدة المقدمة للإيطاليين في الصراع الإسباني من شأنها أن تمنع قيام الديمقراطيات الغربية بمهاجمة إيطاليا (خوفًا من الحرب مع ألمانيا) وستجذب إيطاليا إلى الرايخ الثالث الألماني.
- عندما ينتصر الجيش المتمرد على الجمهوريين، سيكون بإمكان هتلر الاعتماد على مزايا تحالف إسبانيا معه عند اندلاع الحرب الأوروبية الوشيكة.

وكان هناك العديد من الدوافع للتدخل الألماني. وكان من بين تلك: الإلهاء الذي قدمته لإعادة العسكرة الألمانية. منع انتشار الشيوعية إلى أوروبا الغربية؛ إنشاء دولة صديقة لألمانيا لكبح بريطانيا وفرنسا؛ وإمكانيات التوسع الاقتصادي. على الرغم من التخلي عن الهجوم على مدريد في مارس 1937، فقد دعمت ألمانيا سلسلة من الهجمات على المناطق الأضعف التي يسيطر عليها الجمهوريون؛ على الرغم من إطالة أمد الحرب الأهلية، فقد ساعد ذلك على تشتيت انتباه القوى الغربية الأخرى عن طموحات هتلر في وسط أوروبا. فالهجوم على الباسك مركز التعدين والصناعة ساعد في تغذية الصناعة الألمانية. ففي 27 يونيو 1937 أعلن هتلر (في خطاب ألقاه في فورتسبورغ) أنه يدعم فرانكو للسيطرة على الخام الإسباني.
جرت المناقشات حول أهداف التدخل الألمانية في يناير 1937. كانت ألمانيا حريصة على تجنب إثارة حرب على مستوى أوروبا، والتي شعرت في ذلك الوقت أن تخصيص موارد إضافية لإسبانيا سيفي بالغرض. كان المسؤولون الألمان يتبنون وجهات نظر متناقضة: فقد أشار وزير الخارجية إرنست فون فايتسكر إلى أن الأمر يتعلق فقط بانسحاب بسيط. صرح غورينغ أن ألمانيا لن تعترف أبدًا بـ «إسبانيا الحمراء». تم الاتفاق على قرار إيطالي ألماني مشترك بأن الشحنات الأخيرة ستبدأ بحلول بداية فبراير.
وقد قيل أن هتلر استخدم قضية الحرب الأهلية الإسبانية لصرف بينيتو موسوليني عن خطته الخاصة بضم النمسا. كانت حكومة الجبهة الاستبدادية والكاثوليكية والمناهضة للنازية في النمسا المتمتعة بالحكم الذاتي متحالفة مع موسوليني، وكان اغتيال الرئيس النمساوي الاستبدادي إنغلبرت دولفوس في 1934 قد استدعى بالفعل مساعدة عسكرية إيطالية في حالة الغزو الألماني.
وأوضح سفير ألمانيا في روما أولريش فون هاسل نقطة أخرى في بيان صدر في ديسمبر 1936:

## سجل العمليات

### من عبور المضيق إلى معركة مدريد
تألف فيلق كوندور عند تأسيسه من لواء Kampfgruppe 88 به ثلاثة أسراب من قاذفات يو 52، ولواء Jagdgruppe 88 به ثلاثة أسراب من مقاتلات هاينكل هي 51، ولواء الاستطلاع Aufklärungsgruppe 88، ولواء دفاع جوي Flakabteilung 88 ولواء الإشارة ولواء الإعلام. أعطيت القيادة العامة لهوغو شبيرل ورئيس أركانه ألكسندر هول. ونقل شيل ليصبح ملحقًا عسكريًا في سالامانكا. كما تم تشغيل وحدتين مدرعتين بقيادة فيلهلم ريتر فون توما مع 106 من بانزر-1.
تلقى القوميين دعما بوحدات ومعدات ألمانية وإيطالية خلال معركة مدريد. في بداية المعركة وصلت أول وحدة مهمة من قوات الكندور وعتادها البدائي. وبدأت بتركيبها في القواعد العسكرية الإسبانية (قسم الطائرة المائية كان في بالما دي مايوركا أما بقية الوحدات فكانت في الأرض الإسبانية)، ومع ذلك ظل الوضع العسكري في مدريد سيئًا للقوميين، فبدأت الطائرات الألمانية والإيطالية (بإشراف فرانكو) في قصف كامل المدينة. الحقيقة هي أن المستشارين العسكريين الألمان سعوا لمعرفة سلوك سكان مدريد في مواجهة هذا النوع من القصف ورد فعله. فلم تنجح الطائرات الألمانية في قصفها وهجماتها. فالتفوق الجمهوري بات واضحًا، ولا سيما مع الطائرات السوفيتية Polikarpov I-15 وI-16. مع أن المؤرخ هيو توماس وصف أسلحتهم بأنها «بدائية». بالنسبة لفيلق الكندور كانت الحرب هي مجال تعليمي بالكامل استخدمت فيه أسلحة حديثة على نطاق واسع في معركة برية لم تتغير كثيرًا من الناحية التكتيكية منذ الحرب العالمية الأولى.
حث فاوبيل في نوفمبر-ديسمبر على إنشاء وحدة ألمانية منفردة قوامها 15,000 - 30,000 معتقدًا أنها كافية لتحويل مجرى الحرب إلى القوميين. عارض هانز هاينريش ديخوف أن هذا لن يكون كافياً، وأن تلك الأعداد الكبيرة يمكن أن تثير غضب الإسبان. وأرسلت طائرات جديدة بين أواخر 1936 وأوائل 1937 إلى الفيلق. أما الطائرات القديمة فتم تمريرها إلى القوميين. وبحلول نهاية 1936 كان هناك 7000 ألماني في إسبانيا.
عملت القوات الألمانية أيضًا في معركة خاراما التي بدأت بهجوم قومي في 6 فبراير 1937. وشملت القوات البرية التي قدمتها ألمانيا ومنها بطاريتان من المدافع الرشاشة وفرقة دبابات ومدافع فيلق الكندور المضادة للطائرات. تكافؤ الطيران الجمهوري والقومي في القصف ساعد على استمرار الجمود. وأظهر عدم كفائة طائرات الفيلق في مواجهة المقاتلات السوفيتية المتفوقة. خفف الفيلق جزئيًا من مساهماته، مما أدى إلى هزيمة كبرى للقوميين في معركة غوادالاخارا خلال شهر مارس. تم تعيين جنرال للقوات الإيطالية-الألمانية المشتركة في يناير 1937 لتقديم المشورة إلى فرانكو بشأن خطط للحرب. أدت الهزيمة الإيطالية في غوادالاخارا وتفوق السوفييت المتزايد في الدبابات والطائرات إلى دعم الألمان لخطة للتخلي عن الهجوم على مدريد وتركيز سلسلة من الهجمات على المناطق الأضعف التي يسيطر عليها الجمهوريون. فتحركت أسراب من الفيلق إلى جبهة الشمال وعادت إلى المركز بسبب الهجوم الجمهوري المضاد في برونيت. هنا تمكنت القوات الجمهورية من تحقيق نجاح أولي مهم، ولكن كما هو معتاد في هجوماتهم فقد فقدوا النجاح بعد بضعة أيام. فانضم إلى هجوم المتمردين المضاد مساعدة جوية من الفيلق، والذي مع وجود مسرشميت بي اف 109 الجديدة وهنيكل إتش إي 111 منح المتمردين سيطرة جوية مطلقة، فاستعيدت برونيت مرة أخرى. كانت خسائر فيلق الكندور ضئيلة مقارنة بالأضرار التي لحقت بالطائرات الجمهورية.

### حملة الباسك
كانت مقاطعة بيسكاي المنعزلة هي جزء من إقليم الباسك في شمال إسبانيا، هي الهدف الأول فيما سمي بالحرب في الشمال. بدأ بهجوم قومي - إيطالي، ومدعوما بطائرات فيلق الكندور المعاد تجهيزها. بقي سبيرل في سالامانكا. وحل فولفرام فريهر فون ريختهوفن محل هول في يناير نائبًا وقائد فعلي لتلك الحملة. هاجمت طائرات الفيلق في البداية بلدات أوكستانديو ودورانغو. لم يكن لدى دورانغو دفاع مضاد للطائرات، وما عنده هي دفاعات ثانوية. وبحسب الباسك قتل 250 مدنياً في 31 مارس، ومنهم القس والراهبات ومصلين في مراسم الكنيسة. وتعرض الألمان للكراهية بسبب غاراتهم الجوية. وتراجعت القوات البرية الباسكية بالكامل نحو بلباو عبر بلدة غيرنيكا التي تعرضت للهجوم في 26 أبريل في واحدة من أكثر الأحداث إثارة للجدل في الحرب الأهلية الإسبانية.

### غيرنيكا

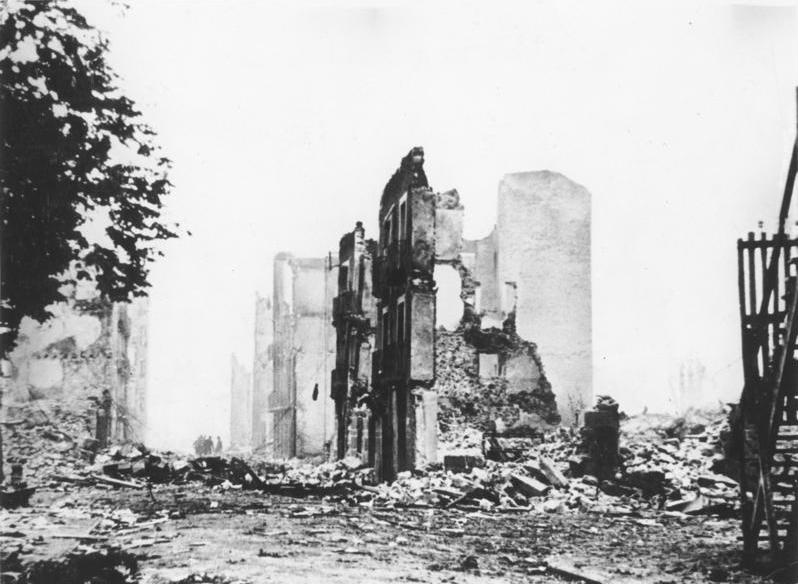
أطلال غيرنيكا (1937)

```
في 
عملية روغن
 وهو الاسم الرمزي لقصف غيرنيكا، قصفت موجات من طائرات 
يو 52
 
وهي 111
 التابعة لفيلق الكندور أهدافًا في غيرنيكا ودمرتها. وكان عدد الضحايا موضع جدل، حيث قتل 200 - 300 شخص؛
[
41
]
 بينما أرقام الباسك ذكرت أن أعداد القتلى 1,654 قتيلًا و 889 جريحًا.
[
39
]
[
42
]
 وهي المرة الأولى التي تسببت فيها القوات الجوية الألمانية بوقوع عدد كبير من الضحايا المدنيين. حيث مارسوا أسلوب («
قصف السجاد
») الجديد -الذي لم يسبق له مثيل حتى تلك اللحظة- على أهداف معزولة مثل 
قصف فابريكونا دي جولبيخار
 (قبل أيام من قصف غيرنيكا). وأعطي الطيارون أوامر بقصف جسر رينتيريا ومدينة غيرنيكا الباسكية، التي يسكنها 7000 نسمة. ومن المفارقة أن الجسر لم يصب بشيء، وهو الذي كان الهدف العسكري الرئيسي للقصف الجوي. أدت العملية إلى إدانة دولية لاذعة. عندها تحول الاهتمام الدولي إلى تورط ألمانيا النازية وإيطاليا الفاشية في الصراع. حتى ذلك الحين تم رفض أو إسكات السياسة الألمانية للمساعدات العسكرية والموظفين التقنيين. مع القصف الذي أعلن عنه علنًا وفقًا لموقف الحياد الذي أعلنته أثناء التوقيع على ميثاق عدم التدخل، ومع ذلك لم تقم فرنسا ولا بريطانيا العظمى بأي ردة فعل تجاه تلك الحادثة.
```

ظهرت أول تقارير إعلامية باللغة الإنجليزية عن الدمار في غيرنيكا بعد يومين. حيث كتب جورج ستير مراسل صحيفة التايمز الذي كان يغطي الحرب الأهلية الإسبانية من داخل البلاد، أول تقرير كامل للأحداث. فحددت تقارير ستير النغمة لكثير من التقارير اللاحقة. فقد أشار إلى التواطؤ الألماني الواضح في العملية. أوضحت الأدلة الخاصة بثلاث أغلفة قنابل صغيرة مختومة مع العقاب الإمبراطوري الألماني أن الموقف الألماني الرسمي للحياد في الحرب الأهلية وتوقيع ميثاق عدم التدخل كانت اسمية فقط وأن القوات الألمانية كانت تشارك في الحرب. تم نشر تقرير ستير في صحيفة نيويورك تايمز ثم في جميع أنحاء العالم، مما أدى إلى انتشار الصدمة والغضب. فقدم القوميون عدة تفسيرات بما في ذلك إلقاء لوم الهجوم على الجمهوريين، بأن الهجوم على البلدة كان هجومًا طويل الأمد، أو أن جسر رينتيريا خارج غيرنيكا كان هو الهدف الحقيقي. ومع ذلك فإن طبيعة العملية نفسها بما في ذلك التشكيلات والأسلحة المستخدمة جعلت من هذا العذر غير مرجح. كانت غيرنيكا هدفًا واضحًا لفيلق الكندور وليس القوميون فقط. وقد اعترف نظام فرانكو لاحقًا بأن الجانب الجمهوري لم يكن مسؤولاً عن الهجوم، وأن الضباط الألمان وحدهم هم المسؤولون عن الهجوم، على الرغم من حقيقة أن موظفيه وافقوا عليه، وفقًا لأساليب الإرهاب الجماعي المستخدمة في بلباو ومدريد وبرشلونة. ومع ذلك لم يتم توضيح مشاركة الجانب المتمرّد ودرجة معرفته بشأن التخطيط للهجوم بشكل كامل. وقد كانت مصدر إلهام رسمة غيرنيكا لبابلو بيكاسو، التي أصبحت منذ ذلك الحين رمزًا لأهوال الحرب. حيث أظهرت بطريقة ما قصف غيرنيكا كيف أن القوات الفاشية للجنرال فرانكو في إسبانيا أصبحت تعتمد إلى حد كبير على خبرة الطيارين الألمان والإيطاليين، ولكن أيضًا على الاستقلال الذي تعاملوا به فيما يتعلق بجانب المتمردين. ثم جاء الهجوم على بلباو يوم 11 يوليو مدعومًا بوحدات برية من فيلق الكندور وعمليات جوية مكثفة. أثبت فيلق الكندور أهميته عند القوميين.

### الحملات الأخرى
شارك فيلق الكندور أيضا في معركة برونيت، حيث أرسل تعزيزاته من الشمال لدعم الجبهة المتخلخلة. فركزت القاذفات والمقاتلات الموجودة في سالامانكا غاراتها على المركبات المدرعة للجيش الجمهوري الإسباني، ثم مواقعه الدفاعية بعد ذلك. كانت طائرات سلاح الجو الجمهوري الأسباني غير فعالة -على الرغم من مخاوف القوميين- مقارنة بالطائرات الألمانية. خسر الفيلق ثماني طائرات، لكنه حقق 18 انتصارًا. تم تحسين التكتيكات الألمانية أيضًا مع تجربة برونيت، ولا سيما في الاستخدام الجماعي للدبابات من قبل القوميين.
عاد القوميون في تركيزهم بالاستيلاء على الشمال الإسباني. فواجهت الطائرات التجريبية الألمانية الحديثة، قسمًا قديمًا من سلاح الجو الجمهوري الأسباني في الباسك. تم استخدام القصف الجوي المكثف من 200 طائرة قومية وألمانية وإيطالية بعيدًا عن خطوط الباسك في أغسطس 1937، مما أدى إلى سقوط سانتاندير بعد معركة كبيرة في 1 سبتمبر. انتهت معارك أستورياس بسقوط خيخون في 21 أكتوبر. وفورا بدأت ألمانيا بشحن المنتجات الصناعية للمنطقة إلى ألمانيا. طالب سبيرل مرارًا وتكرارًا مع فوبيل رافضا احتكار HISMA. فأزاح فرانكو فوبيل من خلال سبيرلوحل وحل محله إبرهارد فون ستورير. ثم عاد سبيرل إلى ألمانيا وحل محله هيلموت فولكمان [الإسبانية].

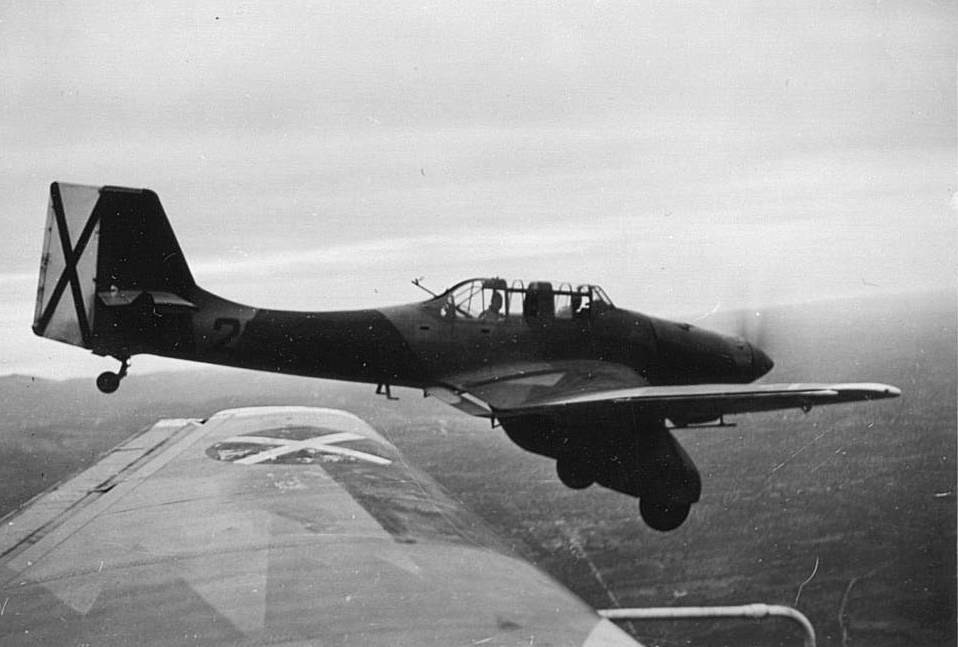
طائرات يونكرز يو 87A وعليها شعار فيلق الكندور

بدأ فيلق كوندور أسبوعًا من الضربات ضد المطارات الجمهورية، والتي أوقفها تقدم الجمهوريين على طرويل وما تلاها من معركة طرويل. تم استخدام كل من القوات البرية والجوية للجيش. أدى سوء الطقس إلى قلة الغارات الجوية، فسقطت المدينة في أيدي القوات الجمهورية في 6 يناير. تم إطلاق ما يصل إلى 100 طلعة جوية يوميًا خلال هجوم القوميين المضاد عبر وادي ألفامبرا حيث استخدمت لأول مرة يونكرز يو 87A في تقدمها نحو على طرويل. فاستعيدت المدينة في 22 فبراير. استمر الهجوم القومي على أراغون في أبريل - يونيو 1937، فاندلعت معركة بلشيت، فساهم الفيلق بقصفه الجوي واستخدام قواته البرية. ثم انتقل الفيلق بعد ذلك للتركيز شمالا باتجاه نهر سغري، قبل أن ينتقل جنوبًا مرة أخرى بعد انتصارات القوميين. فقد كذبت كلمات هتلر لزملائه عن التغيير في وضع الحرب في ألمانيا:«أن نصرًا سريعًا في الحرب لم يكن مرغوبًا فيه، والأفضل هو الاستمرار الحرب». والسياسة الألمانية هي منع سقوط الجمهوريين. ومع ذلك بدأت الخسائر البشرية في صفوف الفيلق، بالإضافة إلى عودة النشاط الجوي الجمهوري وتوقف التقدم القومي. ربما كان هذا بسبب إحجام القادة في ألمانيا عن إمداد التعزيزات مع تصاعد أزمة تشيكوسلوفاكيا. فاندلع جدل في ألمانيا حول الفاتورة (ارتفعت الآن إلى 10 ملايين رايخ مارك في الشهر، أي ما يعادل 38 مليون يورو 2009) المستمرة دون حل. وبدأ عتاد الفيلق بالنفاد.
في 24-25 يوليو شنت القوات الجمهورية آخر هجوم كبير في الحرب، معركة إبرو. لاحظت وحدات الاستطلاع التابعة لفيلق الكندور زيادة في القوات، فحذرت القوات القومية. ولكن التحذير ذهب أدراج الرياح. على الرغم من أن القوات الجمهورية كسبت الأرض، إلا أنها فشلت في السيطرة على غانديسا بسبب 422 طلعة جوية من الفيلق التي كان لها تأثير كبير. ولكن ظهور التوترات في تشيكوسلوفاكيا ونقص الطيارين في ألمانيا أدى إلى عودة 250 طيارًا من الفيلق. على الرغم من أن الإسبان المدربين غطوا بعض النقص، إلا أن فولكمان اشتكى إلى القيادة المركزية في برلين، مما أدى إلى إعادته في سبتمبر. خلال المعركة التي شهدت 113 يومًا من القتال، فقدت 10 طائرات فقط (بعضها عن طريق الصدفة)؛ طالب الفيلق بحوالي 100 طائرة جمهورية. قُتل خمسة أطقم جوية فقط وأسر ستة. توقفت المساعدات من ألمانيا مؤقتًا في منتصف سبتمبر. حسمت ألمانيا وإسبانيا القومية قضية المصالح الألمانية في المناجم الإسبانية.
أخذ الفيلق استراحة قصيرة من الخدمة الفعلية لاستقبال طائرات جديدة، مما رفع قوته إلى 96 طائرة، أي حوالي خمس إجمالي القوة القومية. عاد فون ريشتهوفن إلى إسبانيا في القيادة العامة، مع هانز سايدمان رئيسا للأركان. قد يكون هذا التعزيز هو أهم تدخل من طرف أجنبي في الحرب، مما أتاح لهجوم مضاد بعد معركة إبرو. شاركت بشكل أساسي في العمليات ضد القوات الجوية الجمهورية المتبقية خلال الفترة من يناير إلى فبراير 1939 وبنجاح كبير. وبعد أن شارك الفيلق في مسيرات في برشلونة وأماكن أخرى، عمل بعض المهمات البسيطة في مدريد جرى حله بسرعة، فعاد الرجال في 26 مايو؛ تم إرجاع أفضل الطائرات إلى ألمانيا واشترى النظام الإسباني الجديد باقي المعدات.
زعم فيلق الكندور أنه دمر 320 طائرة جمهورية من خلال القتال الجوي وأسقط 52 طائرة أخرى باستخدام مدافع مضادة للطائرات. كما زعموا أنهم دمروا 60 سفينة. وأنهم فقدوا 72 طائرة بسبب الأعمال العدائية، و160 أخرى بسبب الحوادث.

### العمليات البحرية
كان طاقم الاستطلاع البحري 88 (بالألمانية: Aufklärungsstaffel See 88) هو الوحدة البحرية التابعة لفيلق الكندور بقيادة كارل هاينز وولف. وهي مستقلة عن التقسيم البري، وعملت ضد سفن العدو والموانئ والاتصالات الساحلية وأحيانًا الأهداف الداخلية مثل الجسور. استخدمت الطائرات المائية، بدءًا من هاينكل هي 60 التي بدأت العمل في قادس في أكتوبر 1936. وكانت مهماتها استطلاعية، ولكن بعد الانتقال من قادس إلى مليلية في المغرب الإسباني في ديسمبر 1936، تحول التركيز إلى الهجمات على سفن الشحن. ثم انتقلت مرة أخرى في فبراير 1937 إلى مالقة التي تم الاستيلاء عليها حديثًا، ثم إلى مايوركا عندما وجدوا أن مالقة غير مناسبة. وبدءًا من يونيو توسعت العمليات للسماح بالهجمات على جميع موانئ الجمهوريين، عندما لاتكون السفن البريطانية موجودة. هوجمت 10 سفن في النصف الثاني من 1937، ومع ذلك أثبتت الطوربيدات النرويجية عدم فعاليتها، واستعيض بالهجومعلى الأهداف وقصفها بدلاً من ذلك.
شهد وصول مارتن هارلينجهاوسن (المعروف باسم «جوستاف الحديدي») اتساع نطاق العمليات فاستهدفت أليكانتي وألمرية وبرشلونة وقرطاجنة. ومع انخفاض النشاط البحري أصبحت الأهداف الداخلية أكثر عرضة مع بدء المهام الليلية. أصبحت الأنشطة الداعمة للقوات البرية المحور الرئيسي للوحدة حتى نهاية الأعمال العدائية. حصل كل من وولف وهارلينجهاوزن على الصليب الإسباني بالذهب بالسيوف والألماس. في المجموع قُتل 11 رجلاً أثناء القتال وتوفي خمسة آخرون بسبب حادث أو مرض.

### عمليات أخرى
بشكل علني كانت كريغسمارينه جزءًا من قوة تنفيذ اتفاقية عدم التدخل الموقعة في 28 سبتمبر 1936، والتي منعت الدول الموقعة عليها من التدخل في الحرب الأهلية. ومع ذلك كانت ألمانيا تخرق تلك الاتفاقية. نتيجة لذلك وقفت البوارج الحربية الألمانية دويتشلاند وأدميرال شير في مضيق جبل طارق لمنع تدخل السفن الجمهورية بينما كانت تنقل قوات فرانكو من المغرب إلى البر الإسباني. بحلول منتصف أكتوبر تألفت مجموعة بحر الشمال الألمانية حول إسبانيا من البوارج الحربية دويتشلاند والأدميرال شير والطراد الخفيف كولن وأربعة زوارق طوربيد. بعد أن ادعى الألمان أن لايبزيغ تعرضت لهجوم من قبل غواصة مجهولة الهوية، فسحبت رسميًا من الدوريات الدولية.
شهدت عملية أورسولا (التي سميت على اسم ابنة كارل دونيتز) تحركات نشطة لمجموعة من الغواصات الألمانية حول المياه الإسبانية ضد بحرية الجمهورية الإسبانية تحت القيادة العامة لهيرمان بوهم (كونتريميرال منذ 1934 ونائب أميرال منذ 1 أبريل 1937) في برلين. بدأت في 20 نوفمبر 1936 مع حركة U-33 وU-34 من فيلهلمسهافن. تم حجب أي علامات تعريف وبقيت المهمة بأكملها سرية. أدت الصعوبات في تحديد الأهداف المشروعة والمخاوف بشأن الاكتشاف إلى الحد من عملياتهم. وأثناء عودتهم إلى فيلهلمسهافن في ديسمبر، غرقت الغواصة الإسبانية C-3. فزعم الألمان أن هذا كان بسبب طوربيد أطلق من U-34، مع أن تحقيقات الجمهوريين ذكرت أن الغرق كانت بسبب انفجار داخلي. كانت عودتهم بمثابة النهاية الرسمية لعملية أورسولا. ومع ذلك يبدو أنه تم إرسال المزيد من الغواصات في منتصف 1937، لكن تفاصيل العملية غير معروفة؛ ستة (U-25 و U-26 و U-27 و U-28 و U-31 و U-35) يُعتقد أنهم متورطون.

### أبفير
كانت المخابرات الألمانية أبفير التي عملت بشكل مستقل عن فيلق الكندور متورطة سراً في عملية بودن. وقد لعبت لاحقًا دورا في الكشف عن غزو أسطول عملية الشعلة.

## المزايا العسكرية المكتسبة
التدريب
من المعروف أن قادة الجيش كانوا مترددين في التورط في الصراع، وقاوموا دعوة الحكومة الإيطالية لنقل مزدوج للقوات البرية للقتال في إسبانيا. ومع ذلك لم يكن تورط لوفتفافه مقيدًا تمامًا ووجهة نظر شائعة هي أن تورط لوفتفافه في الحرب الأهلية كان بمثابة ساحة تدريب للقوات التي ساهمت لاحقا في الحرب العالمية الثانية. هذا الرأي مدعوم بشهادة هيرمان غورينغ أثناء محاكمته في نورمبرج. عندما سئل عن قرار استخدام لوفتفافه، صرح غورينغ:
وكان هذا أيضًا رأيًا تم طرحه في وسائل الإعلام الغربية بعد توقف قتال القوات الألمانية في إسبانيا.
وخدمت العشرات من مقاتلات مسرشميت بي اف 109 وهنيكل إتش إي 111 قاذفة قنابل متوسطة. واعتبارًا من ديسمبر 1937 خدمت ثلاثة قاذفات قنابل على الأقل من طراز Junkers Ju 87 ستوكا في فيلق الكندور ضد طائرات الاتحاد السوفيتي. كانت أول مهمة جوية لستوكا في إسبانيا في فبراير 1938. وقد لعبت كل من هذه الطائرات دورًا رئيسيًا خلال السنوات الأولى من الحرب العالمية الثانية. وأدرك الألمان أيضًا أن المقاتلات ذات السطحين أصبحت بسرعة أقل فاعلية عند مقارنتها بالتصميمات أحادية السطح الأحدث. كما تم تحويل المقاتلة هاينكل هي 51 بعد تعرضها للعديد من الخسائر خلال الأشهر الـ 12 الأولى من الصراع إلى دور الهجوم الأرضي ثم بدأت خدمتها للتدريب بعد ذلك.
وحدات أخرى
كما تضمن فيلق الكندور فرقة الوحدات غير الجوية. وقاد فيلهلم ريتر فون توما أطقم الدبابات الخفيفة البانزر Panzer I. كما اختبر الألمان أعدادًا صغيرة من المدفعية المضادة للطائرات من طراز 8.8 سم فلاك والتي استخدموها لتدمير الدبابات والتحصينات الجمهورية بالنيران المباشرة، وكذلك طائرات العدو في دورها المصمم.
كما شهدت المشاركة الألمانية في إسبانيا تطوير أول خدمة إسعاف جوي لإجلاء المقاتلين الجرحى.
التطوير التقني

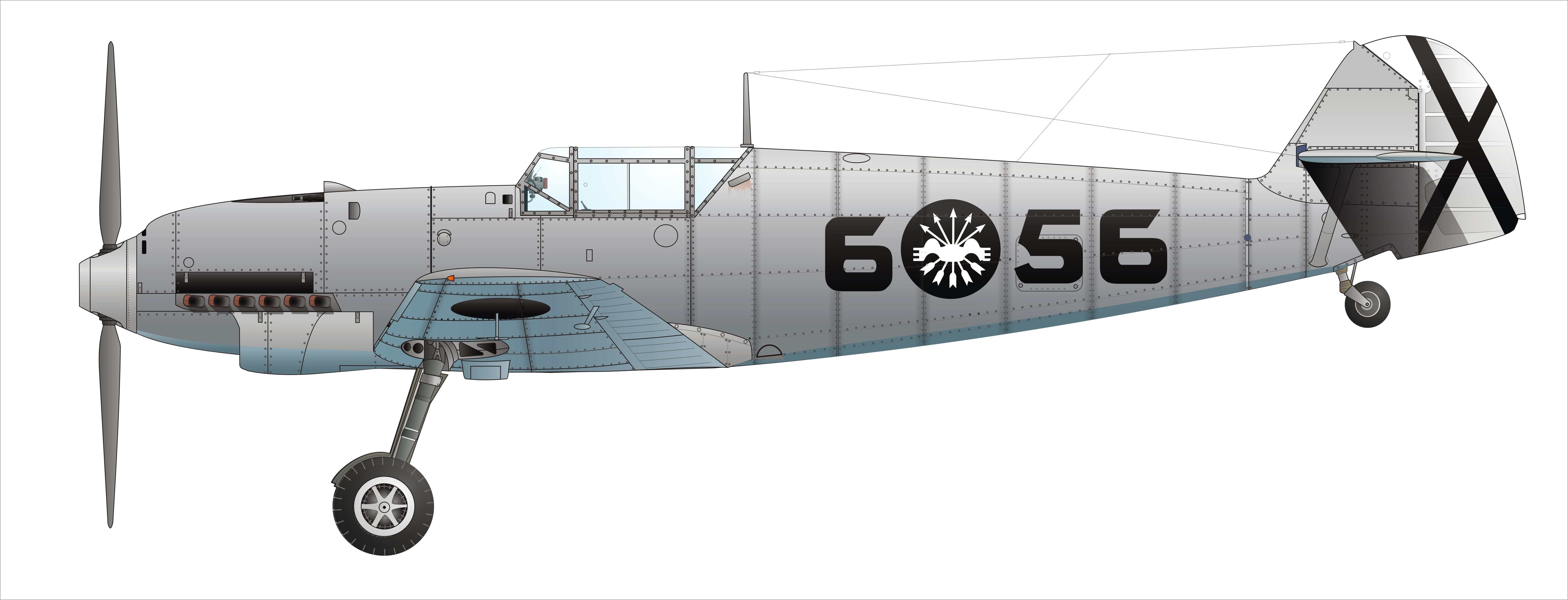
Bf 109 C-1, Jagdgruppe 88 التابعة لفيلق الكندور

أحد المزايا المهمة في الحرب العالمية الثانية والذي يُعتقد أنها نتاج مباشر من الصراع هو التطوير التقني لـ Messerschmitt Bf 109. فقد دخلت التحديثات V3 - V6 الخدمة في إسبانيا مباشرة من التجارب التشغيلية في حوالي يناير 1937. وفي ربيع 1938 انضمت تلك إلى الطائرات من النوع C مع النوع Es الذي تم إرساله لأول مرة في ديسمبر 1938
التكتيكات
إلى جانب إمكانية تحقيق مكاسب في الخبرة القتالية، فإنه أيضًا تمت تجربة العديد من المبادرات الإستراتيجية لأول مرة كجزء من مشاركة لوفتفافه في الصراع. مع تقدم القتال في مارس 1938 شارك الطيارون الإيطاليون بقيادة الفيلدمارشال هوغو شبيرل في ثلاث عشرة غارة ضد برشلونة باستخدام قنابل الحرائق والغاز. أسفرت هذه الغارات الخاصة عن مقتل الآلاف من المدنيين. من الجدير بالذكر أن القائد اللاحق للفيلق في إسبانيا فولفرام فريهر فون ريختهوفن كان مشاركًا بقوة في عملية اللوفتفافه للخدمة في عملية بارباروسا.
كانت تكتيكات العمليات المشتركة أو المساهمة موضع تركيز خاص. أصبح الدعم الجوي القريب للقوات القومية والقصف الهجومي لتجمعات القوات الجمهورية والقصف من سمات الحرب. عمل الفيلق عن كثب في المهام التي عززت القدرة القتالية للقوات الجوية القومية والبرية، وCTV الإيطالية والطيارين من الفيلق الجوي (Aviazione Legionaria). وادعى أدولف غالاند بعد الحرب العالمية الثانية أنه على الرغم من التركيز على أخذ العبر من الصراع في إسبانيا، إلا أنه اعتقد أن القيادة العليا الألمانية استخلصت الاستنتاجات الخاطئة مع احترام خاص للطائرة الألمانية:

## عواقب التدخل
بحلول 1939 تكون الشحنات الألمانية أرسلت في 180 رحلة استكشافية طوال الحرب بأكملها. وبلغ عدد القوات الألمانية الموجودة خلال الحرب الأهلية الإسبانية حوالي 10,000 رجل كحد أقصى، على الرغم من مشاركة حوالي 14,000 من قدامى المحاربين في استعراض برلين في مايو 1939. ربما كان الألمان الذين ساعدوا المتمردين أكثر من 16,000، حيث العديد منهم من الموظفين المدنيين والمدربين. ومع ذلك كانت نواة هؤلاء هي فرقة الكندور التي تكونت دائمًا من عدد لا يتجاوز 5000 عنصر فعال. من بين المجموعة بأكملها توفي حوالي 300 ألماني خلال الحرب.

## الفيلق فيما بعد الحرب الإسبانية

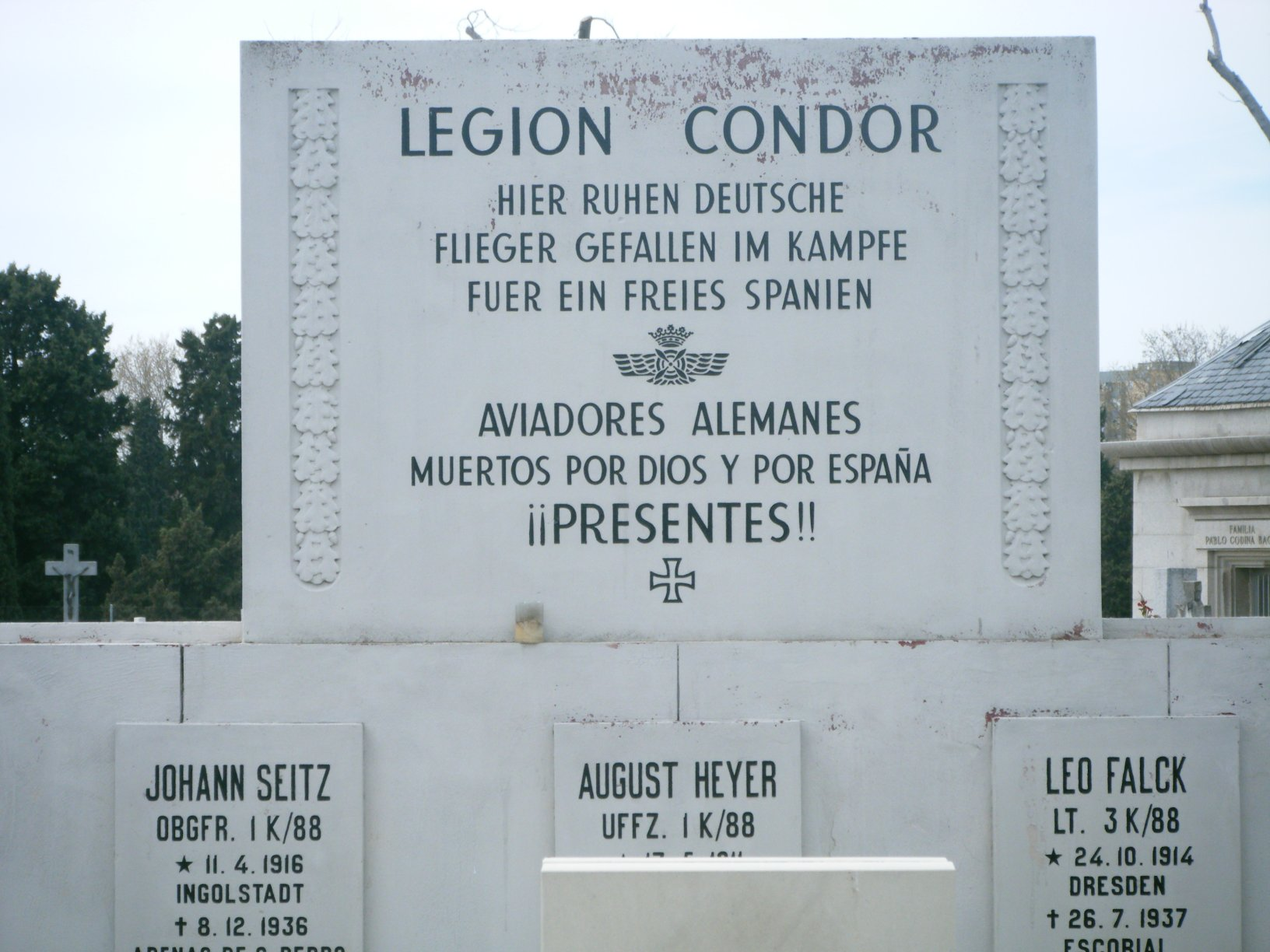
نصب تذكاري يقع في مقبرة المودينا في مدريد تخليدا لذكرى الألمان التابعين لفيلق الكندور الذين ماتوا في الحرب الأهلية الإسبانية.

قلادة الصليب الإسباني (Spanienkreuz) هي قلادة منحتها السلطات النازية للمحاربين القدامى في فيلق الكندور بعد 14 أبريل 1939. وبسبب الطبيعة السرية للأنشطة الألمانية في إسبانيا أثناء الحرب لم يتم منحها قبل ذلك. ولا توجد أوسمة رسمية من السلطات العسكرية الألمانية على الرغم من أن بعض الجنود الألمان قد حصلوا على أوسمة من سلطات فرانكو امتنانًا لخدماتهم خلال بعض العمليات العسكرية. شارك بعض أعضاء فيلق الكندور خلال موكب النصر الذي أقيم في 19 مايو في مدريد، وكذلك في العرض الجوي الذي أقيم في مطار باراخاس في 12 من الشهر نفسه. وفي 22 مايو أقاموا وداعًا فخمًا (في الليلة التي سبقت إقامة موكب الشعلة) في مطار لا فيرجن ديل كامينو، حيث سار خمسة آلاف من أفراد الفيلق حتى انتهوا إلى كاتدرائية ليون، بمساعدة شخصيات مثل الرئيس القوات الجوية ألفريدو كيندلان أو الأسقف كارميلو باليستر. ترأس الأحداث الديكتاتور فرانكو الذي شكر مساعدة الجيوش الألمانية لهزيمة «حثالة أوروبا الشيوعية» في الأرض الإسبانية، وبالتالي أكد على أهميتها الحاسمة للفوز:
في 24 مايو غادر الفيلق إسبانيا من ميناء فيغو بعدما طافوا في شوارع المدينة في عرض عسكري مذهل على الطراز الفاشي. واستقبلوا استقبالا كبيرا في ألمانيا خلال عرض عسكري في 6 يونيو حضره هتلر نفسه. ومع بداية الحرب العالمية الثانية كان لبعض المتطوعين الذين قاتلوا في إسبانيا أداءً رائعًا فيها، وخاصةً ريختهوفن وشبيرل وفون توما وغالاند. وقتل غيرهم أثناء الحرب مثل مولدرز.
حتى بداية التسعينيات لم تكن هناك اتهامات قوية في جمهورية ألمانيا الاتحادية لأنشطة الفيلق في إسبانيا مع وجود ألمان بين أولئك الذين نفذوا قصف غرنيكا. وفي سنة 1997 في الذكرى الستين لعملية روغن كتب رئيس الجمهورية آنذاك رومان هيرتسوغ رسالة إلى الناجين من التفجير اعتذر فيها علنًا نيابة عن الشعب والدولة الألمانية. أعرب هيرتسوغ عن رغبته في مد يد الصداقة والمصالحة نيابة عن جميع المواطنين الألمان. وقد صادق على هذا الشعور البرلمان الألماني الذي وافق في 1997 على إلغاء جميع أعضاء فيلق الكندور من السجلات العسكرية الألمانية لرجال الجيش البطولي.
لكن القضية ظهرت مرة أخرى في 2005 بعد الكشف عن دور الطيار فيرنر مولديرز الذي تطوع للخدمة في إسبانيا. على الرغم من عدم مشاركته في قصف غيرنيكا، إلا أن وزير الدفاع الألماني آنذاك بيتر شتروك قرر وفقًا للقانون بوجوب إزالة اسمه من ثكنات فيسلهوفيده ومن ارتباطه بجناح Luftwaffe 74 (Jagdgeschwader 74) ومقره في نويبورغ آن در دوناو. ولم يتم التأكد حتى عام 2005 من أن مولديرز تطوع بالطيران في فيلق الكندور قبل وفاته سنة 1941.
في 26 أبريل 2017 في الذكرى الثمانين لقصف غرنيكا أعلن مجلس مدينة مدريد أنهم فككوا النصب التذكاري للفيلق في مقبرة لا ألمودينا، في الصورة اليسار. وقد أزيلت المقبرة بناءً على طلب السفارة الألمانية في مدريد، لتحل محلها لوحات تحمل أسماء بسيطة.